# Datas Nachkomme
Datas Nachkomme (Originaltitel: The Offspring) ist die 16. Folge der dritten Staffel der US-amerikanischen Science-Fiction-Fernsehserie Raumschiff Enterprise – Das nächste Jahrhundert. Sie wurde in den Vereinigten Staaten über Syndication vermarktet und erstmals am 12. März 1990 auf verschiedenen Fernsehsendern ausgestrahlt. In Deutschland war sie zum ersten Mal am 6. November 1992 in einer synchronisierten Fassung im ZDF zu sehen.

## Handlung
Im Jahr 2366 bei Sternzeit 43657.0 befindet sich die Enterprise auf einer Kartierungsmission. Währenddessen hat der zweite Offizier, der Android Data, intensiv an einem geheimen Projekt gearbeitet. Als er es seinen Freunden enthüllt, sind diese höchst erstaunt: Data hat sich ein Kind gebaut. Der neue Android heißt Lal und Data erklärt, dass es ihm durch neueste kybernetische Erkenntnisse möglich wurde, die Matrix seines eigenen positronischen Gehirns auf Lal zu übertragen.
Captain Picard ist mit dieser neuen Situation alles andere als glücklich. Er hätte es lieber gesehen, wenn Data vorher seine Erlaubnis eingeholt hätte. Data ist verwundert, da andere Besatzungsmitglieder Picard auch nicht in ihre Familienplanung einbeziehen müssten. Picard argumentiert, dass Lal nicht einfach nur ein Kind, sondern auch eine technische Erfindung sei. Data kann Picard aber letztlich davon überzeugen, dass auch er, genau wie biologische Lebensformen, einen Wunsch zur Fortpflanzung hat und es letztlich allein in seiner Verantwortung liegt, für Lal zu sorgen.
Lal befindet sich noch in einem unbestimmten Zustand und soll sich nun für ein dauerhaftes äußeres Erscheinungsbild entscheiden. Lal wählt nach einigen Versuchen schließlich das einer jungen menschlichen Frau. Lal erweist sich als äußerst wissbegierig und Data unterrichtet sie. Da er jedoch auch anderen Pflichten nachkommen muss, schlägt Wesley Crusher vor, sie in die Schule zu schicken, denn dort hätte sie auch die Möglichkeit, ihre sozialen Fähigkeiten zu entwickeln. Die Schule hat aber Probleme, Lal zu integrieren. Für den Unterricht ist sie bereits zu schlau und um den Fokus auf den sozialen Umgang zu legen, schickt man sie in den Kindergarten, doch dort haben die Kinder Angst vor ihr. Da Lal keine Außenseiterin sein möchte, sucht Data nach anderen Lösungen. Schließlich entscheidet er sich, sie in die Bar „Zehn Vorne“ zu bringen, wo sie von der Barkeeperin Guinan mehr über zwischenmenschliche Interaktionen lernen soll. Bei ihrem ersten Gespräch fällt ihnen auf, dass Lal möglicherweise Fähigkeiten entwickelt hat, die ihrem Vater fehlen. Sie verwendet beim Sprechen eine Kontraktion, wozu Data nicht in der Lage ist. Lal beobachtet die anwesenden Personen und ist sehr erstaunt über den Anblick eines küssenden Paares. Guinan versucht ihr das Konzept von Liebe und Zuneigung zu erklären, doch Lal hat große Schwierigkeiten, es zu begreifen.
In der Zwischenzeit hat das Sternenflottenkommando von Lals Existenz erfahren. Admiral Heftel kündigt seinen baldigen Besuch auf der Enterprise an. Er teilt Picards Entscheidung nicht, dass Data für Lal verantwortlich sein soll. Da es nur zwei so hoch entwickelte Androiden gibt, hält er es für leichtsinnig, sie beide auf demselben Schiff zu belassen. Er will Lal daher mitnehmen und sie Spezialisten des Daystrom-Instituts übergeben, die seiner Meinung nach viel besser für ihre Erziehung sorgen könnten als Data. Als Heftel eintrifft, ist er sehr verwundert, Lal in der Rolle einer Kellnerin anzutreffen. Er versucht ihr klarzumachen, dass ihre Entwicklungsmöglichkeiten auf einem Raumschiff begrenzt sind und er ihr ganz andere Optionen bieten könne. Picard stellt klar, dass für ihn nur Lals persönliche Entscheidung zählt, und sie drückt den Wunsch aus, auf der Enterprise bei ihrem Vater zu bleiben.
Nach dem Gespräch mit Heftel ist Lal ungewöhnlich aufgebracht. Sie läuft zu Schiffsberaterin Troi und berichtet ihr, dass sie glaubt, jetzt Gefühle empfinden zu können – allerdings keine angenehmen. Sie verspürt große Angst, von ihrem Vater getrennt zu werden. Panisch verlässt sie Trois Quartier und begibt sich in das Labor, in dem sie erschaffen wurde. Heftel beharrt weiter auf seiner Forderung und will Data befehlen, Lal an ihn zu überstellen. Als Troi sie über Lals Verhalten informiert, eilen beide sogleich ins Labor. Data stellt ein Kaskadenversagen in Lals System fest, das sich immer weiter fortpflanzt. Data versucht, es zu stoppen, und Heftel assistiert ihm dabei. Ein vollständiges Systemversagen ist jedoch nicht mehr aufzuhalten und mit ihren letzten Worten dankt Lal Data für das Leben, das sie durch ihn erhalten hat, und die Dinge, die sie von ihm gelernt hat.
Als Data seinen Dienst wieder aufnimmt, versichert ihn die gesamte Brückenbesatzung ihrer Anteilnahme. Data erklärt, da er keine Gefühle habe, sei er auch nicht in der Lage, zu trauern. Er habe jedoch Lals Erinnerungen in seinen Speicher kopiert, damit sie nicht in Vergessenheit geraten.

## Besonderheiten

### Verbindungen zu anderen Star-Trek-Produktionen
Die Figur Lal wurde in mehreren späteren Star-Trek-Produktionen wieder aufgegriffen:
- In Folge 7.10 (Soongs Vermächtnis) von Raumschiff Enterprise – Das nächste Jahrhundert aus dem Jahr 1993 trifft Data auf Julianna Tainer, die vermeintliche Gefährtin seines Schöpfers Noonien Soong, und zeigt ihr ein Gemälde, das er von Lal angefertigt hat.
- In Star Trek: Picard wurde zwischen 2020 und 2023 in mehreren Folgen auf sie Bezug genommen. Unter anderem versucht hier Noonien Soongs Sohn Dr. Altan Inigo Soong einen Androiden zu erschaffen, der die Eigenschaften von Data und seinen Brüdern sowie von Lal in sich vereinigt.
- In Folge 1.05 (Mondtrümmer und Liebesleid) der animierten Serie Star Trek: Lower Decks aus dem Jahr 2020 ist ein Foto von Lal in ihrem ursprünglichen Zustand zu sehen.

### Besonderheiten der deutschen Synchronfassung
In ihrem ersten Gespräch mit Guinan benutzt Lal im englischen Original eine Kontraktion (statt „I have“ sagt sie „I’ve“). Data meint, sie würde damit etwas beherrschen, was er nicht kann. In der deutschen Synchronfassung verwendet sie eine fehlerhafte Zeitform, ist aber danach in der Lage, diesen Fehler selbstständig zu korrigieren. Erst diese (nur in der deutschen Fassung vorkommende) Fehlerkorrektur wird von Data als etwas bezeichnet, das seine Programmierung übersteigt. Mit der Verwendung der falschen Zeitform bringt die Synchronfassung ein erstes Anzeichen für einen Fehler in Lals System in dieses Gespräch, das in der Originalfassung nicht existiert.

## Produktion

### Drehbuch
Der Arbeitstitel der Folge lautete Bloodlines.
Datas Nachkomme war René Echevarrias erste Drehbucharbeit im Star-Trek-Franchise. Er war danach noch an 17 weiteren Drehbüchern für Raumschiff Enterprise – Das nächste Jahrhundert und an 23 Drehbüchern für Star Trek: Deep Space Nine beteiligt. Er arbeitete außerdem in der 6. und 7. Staffel von Raumschiff Enterprise – Das nächste Jahrhundert als Story Editor und in den Staffeln 3–7 von Star Trek: Deep Space Nine als Produzent.
Die Folge basiert auf einem unverlangt eingereichten Entwurf Echevarrias. Showrunner Michael Piller befand ihn für gut, verlangte aber einige Änderungen. Die Geschichte sollte sich ursprünglich hauptsächlich um Lal drehen, doch Piller wollte einen stärkeren Fokus auf Data und seine neue Elternrolle. Eine letztlich verworfene Idee war, dass der Schiffscomputer der Enterprise Lals Mutter sein sollte. Michael Piller und Melinda Snodgrass namen einige größere Änderungen am Entwurf vor. Die finale Geschichte weist einige inhaltliche Parallelen zu Folge 2.09 (Wem gehört Data?) auf, für die Snodgrass das Drehbuch schrieb.

### Regie
Jonathan Frakes gab in dieser Folge sein Regiedebüt. Er war damit der erste Hauptdarsteller, der innerhalb einer Star-Trek-Serie zugleich als Regisseur mitwirkte (Leonard Nimoy und William Shatner, Hauptdarsteller in Raumschiff Enterprise hatten zuvor bereits jeweils einen Spielfilm inszeniert). Frakes wurde in den folgenden Jahren zu einem der produktivsten Star-Trek-Regisseure. Bislang (Stand Dezember 2023) inszenierte er insgesamt 28 Folgen in sechs Serien sowie zwei Spielfilme. Dass Frakes überhaupt die Gelegenheit bekam, bei einer Episode Regie zu führen, war in seiner Hartnäckigkeit gegenüber den Produzenten begründet, die seinem Ansinnen nachgaben, als er nachwies, sich durch Seminare und Fachliteratur in die Materie eingeführt zu haben.

### Darsteller
Lal wurde in dieser Folge von insgesamt fünf Darstellern verkörpert. In ihrem ursprünglichen Zustand wurde sie von Leonard Crofoot gespielt, der hierfür jedoch keine Nennung in den Credits der Folge erhielt, obwohl es sich um eine Sprechrolle handelte. Crofoot hatte zuvor bereits Trent in Folge 1.14 (Planet Angel One) von Raumschiff Enterprise – Das nächste Jahrhundert aus dem Jahr 1988 gespielt. Später übernahm er eine Statistenrolle in Folge 6.13 (Der Virtuose) von Star Trek: Raumschiff Voyager aus dem Jahr 2000. In der Gestalt eines männlichen Menschen, einer Andorianerin und eines Klingonen wurde Lal von den Hintergrunddarstellern Andy Wiley und Kristina Kochoff sowie einem unbekannten Darsteller verkörpert. In Folge 3.19 (Picard macht Urlaub) von Raumschiff Enterprise – Das nächste Jahrhundert aus dem Jahr 1990 übernahm Kochoff erneut eine Statistenrolle als Andorianerin. In ihrer finalen Form wurde Lal von Hallie Todd gespielt.
James G. Becker hat hier als namenloses Besatzungsmitglied der Enterprise seine einzige Sprechrolle in der Serie. In den ersten drei Staffeln spielte er in 40 Folgen die Hintergrundfigur Fähnrich Youngblood und arbeitete zudem als Lichtdouble für Jonathan Frakes.

### Kulissen
Der Aufzug im Labor wurde in der Doppelfolge 5.15/16 (Das ungewisse Dunkel) von Star Trek: Raumschiff Voyager wiederverwendet.

### Modelle
Für die Darstellung des Raumschiffs, das Admiral Heftel zur Enterprise bringt, wurde eine Einstellung wiederverwendet, die bereits bei der Produktion des Pilotfilms Der Mächtige / Mission Farpoint gedreht, aber erstmals in Folge 2.01 (Das Kind) gezeigt worden war. Hierbei wurde auf das Modell der USS Excelsior zurückgegriffen, das ursprünglich für den Spielfilm Star Trek III: Auf der Suche nach Mr. Spock angefertigt worden war. Die gedrehte Einstellung wurde in mehreren Folgen von Raumschiff Enterprise – Das nächste Jahrhundert für die Darstellung verschiedener Schiffe der Excelsior-Klasse verwendet.

## Rezeption
Alex Knapp listete Datas Nachkomme 2011 in Forbes als eine der zehn besten Folgen im ganzen Star-Trek-Franchise auf, die sich mit den Themen Künstliche Intelligenz, technologische Singularität, Transhumanismus und Post-Knappheits-Gesellschaft befassen.
Keith DeCandido bewertete Datas Nachkomme 2012 auf tor.com als eine herausragende Folge von Raumschiff Enterprise – Das nächste Jahrhundert, die enorm zur Charakterentwicklung von Data beiträgt. Lals Entwicklung sei unterhaltsam erzählt, Datas Hineinwachsen in seine Elternrolle sei aber noch interessanter. Picards Rechtsstreit mit der Sternenflotte fand DeCandido hingegen weniger überzeugend, insbesondere da er Admiral Heftel als einen eher schlechten Gegenspieler empfand.
Scott Thill bewertete Datas Nachkomme 2012 auf wired.com als eine der besten Folgen von Raumschiff Enterprise – Das nächste Jahrhundert.
Charlie Jane Anders führte Datas Nachkomme 2014 auf gizmodo.com in einer Liste der 100 besten bis dahin ausgestrahlten Star-Trek-Folgen auf Platz 25.
Ed Gross listete Datas Nachkomme 2016 auf empireonline.com in einer Aufstellung der 50 besten bis dahin ausgestrahlten Star-Trek-Folgen auf Platz 40.
Aaron Couch und Graeme McMillan erstellten 2016 anlässlich des 50-jährigen Jubiläums von Star Trek in Zusammenarbeit mit verschiedenen Beteiligten aus dem Franchise für den Hollywood Reporter eine Liste der 100 besten bis dahin ausgestrahlten Folgen. Datas Nachkomme wurde hierbei auf Platz 79 gewählt.
Aaron Couch und Graeme McMillan erstellten 2016 für den Hollywood Reporter eine Liste der 25 besten Folgen von Raumschiff Enterprise – Das nächste Jahrhundert. Datas Nachkomme landete dabei auf Platz 22.
Eric Diaz erstellte 2017 für nerdist.com eine Liste der 11 besten Folgen von Raumschiff Enterprise – Das nächste Jahrhundert. Datas Nachkomme landete dabei auf Platz 8.
Sven Harvey zählte Datas Nachkomme 2017 auf der Website Den of Geek als eine der 25 besten Folgen der Serie Raumschiff Enterprise – Das nächste Jahrhundert.
Mike Bloom zählte Datas Nachkomme 2019 auf der Website hollywoodreporter.com als eine der 25 besten Folgen von Raumschiff Enterprise – Das nächste Jahrhundert.
Stephanie Roehler erstellte 2021 für screenrant.com eine Liste der 20 besten Folgen von Raumschiff Enterprise – Das nächste Jahrhundert. Datas Nachkomme landete dabei auf Platz 8.
Anthony Vieira führte Datas Nachkomme 2021 auf der Website collider.com in einer Liste der 25 besten Folgen von Raumschiff Enterprise – Das nächste Jahrhundert auf Platz 25.
Lauren Perry führte Datas Nachkomme 2022 auf der Website movieweb.com in einer Liste der zehn besten Folgen von Raumschiff Enterprise – Das nächste Jahrhundert auf Platz 5.

## Parodien und Anspielungen
Das Picard-Double-Facepalm-Meme, eine Variante der Star-Trek-Facepalm-Memes, stammt aus dieser Folge.